# Tom Von Ruden
Tom Von Ruden (eigentlich Thomas Frederick Von Ruden; * 22. August 1944 in Coeur d’Alene, Idaho; † 17. Mai 2018) war ein US-amerikanischer Mittelstreckenläufer, der sich auf die 1500-Meter-Distanz spezialisiert hatte.
1967 war sein erfolgreichstes Jahr: Während er bei den Kalifornischen Meisterschaften über die Meile noch im Spurt hinter Arnd Krüger nur Zweiter wurde, gewann er anschließend in Bakersfield die Amerikanischen Meisterschaften, dann siegte er bei den Panamerikanischen Spielen in Winnipeg und beim Erdteilkampf Amerika gegen Europa. 1968 wurde er Neunter bei den Olympischen Spielen in Mexiko-Stadt.
1968 und 1971 wurde er US-Hallenmeister über 1000 Yards, und 1965 wurde er für die Oklahoma State University startend NCAA-Hallenmeister über 880 Yards.

## Persönliche Bestzeiten
- 800 m: 1:46,8 min, 3. August 1971, Oslo
- 1500 m: 3:38,5 min, 26. Juli 1971, Århus
- 1 Meile: 3:56,9 min, 23. Juni 1967, Bakersfield